# (73319) 2002 JK89
(73319) 2002 JK89 – planetoida z pasa głównego asteroid okrążająca Słońce w ciągu 3,75 lat w średniej odległości 2,41 j.a. Odkryta 11 maja 2002 roku.